# Escuela Carlos Pereyra
La Escuela Carlos Pereyra (conocida comúnmente como la Pereyra) es una escuela privada confiada a la Compañía de Jesús ubicada en la ciudad de Torreón. Cubre los grados de preescolar, primaria, secundaria y preparatoria.
Forma parte del Sistema de Colegios Jesuitas, así como de la Federación Latinoamericana de Colegios Jesuitas (FLACSI).

## Historia

### Antecedentes
En 1932 llegaron los primeros jesuitas a la parroquia del Carmen, quienes sentarían las bases para la fundación de la Pereyra. En esa época existía una única preparatoria en Torreón: la Preparatoria de La Laguna. Esta, debido a su ideología no era vista con buenos ojos por miembros de la Unión Nacional de Estudiantes Católicos (UNEC) que estaban por terminar la secundaria o que ya se encontraban cursando la educación media superior. Por estas razones, buscaron el apoyo de diversos personajes entre los que destacan el Lic. Isaac Guzmán Valdivia y el P. Leobardo Fernández S.J. para fundar una nueva preparatoria que se apegara a sus valores.

### Fundación y primeros años
El 14 de agosto de 1942 la Pereyra recibe de la Universidad Nacional de México la incorporación de los bachilleratos de Derecho y Ciencias Sociales, Ciencias Biológicas, Físico-Químicas y Físico-Matemáticas; iniciando clases el 1 de septiembre de ese año con Isaac Guzmán Valdivia como rector. Al no contar con instalaciones propias, se alquila el edificio de la Escuela Politécnica ubicada frente el Bosque Venustiano Carranza. Un año más tarde se cambiaría la sede a una casa en la avenida Morelos.
Desde su fundación y hasta 1972, la Pereyra aceptó únicamente varones, con la excepción de Esther Albores García, egresada en 1945.

### Incorporación a la Compañía de Jesús
Si bien la Pereyra nació con una influencia claramente católica, era una escuela laica. En 1953 el P. Heriberto Navarrete S.J. llegó a la ciudad de Torreón para ver si la Pereyra debía ser incorporada a la Compañía de Jesús, proceso que terminó con el padre Navarrete asumiendo el cargo de rector un año más tarde y la Pereyra convirtiéndose formalmente en un colegio jesuita. 
Estos hechos permitieron que se pudiera empezar a construir un edificio propio para la secundaria y preparatoria en 1954. 
En 1971, la preparatoria de la Pereyra adopta el plan de estudios del Colegio de Ciencias y Humanidades de la UNAM, el cual parecía ser más acorde a la visión de la Compañía de Jesús. 

### Construcción de la nueva sede

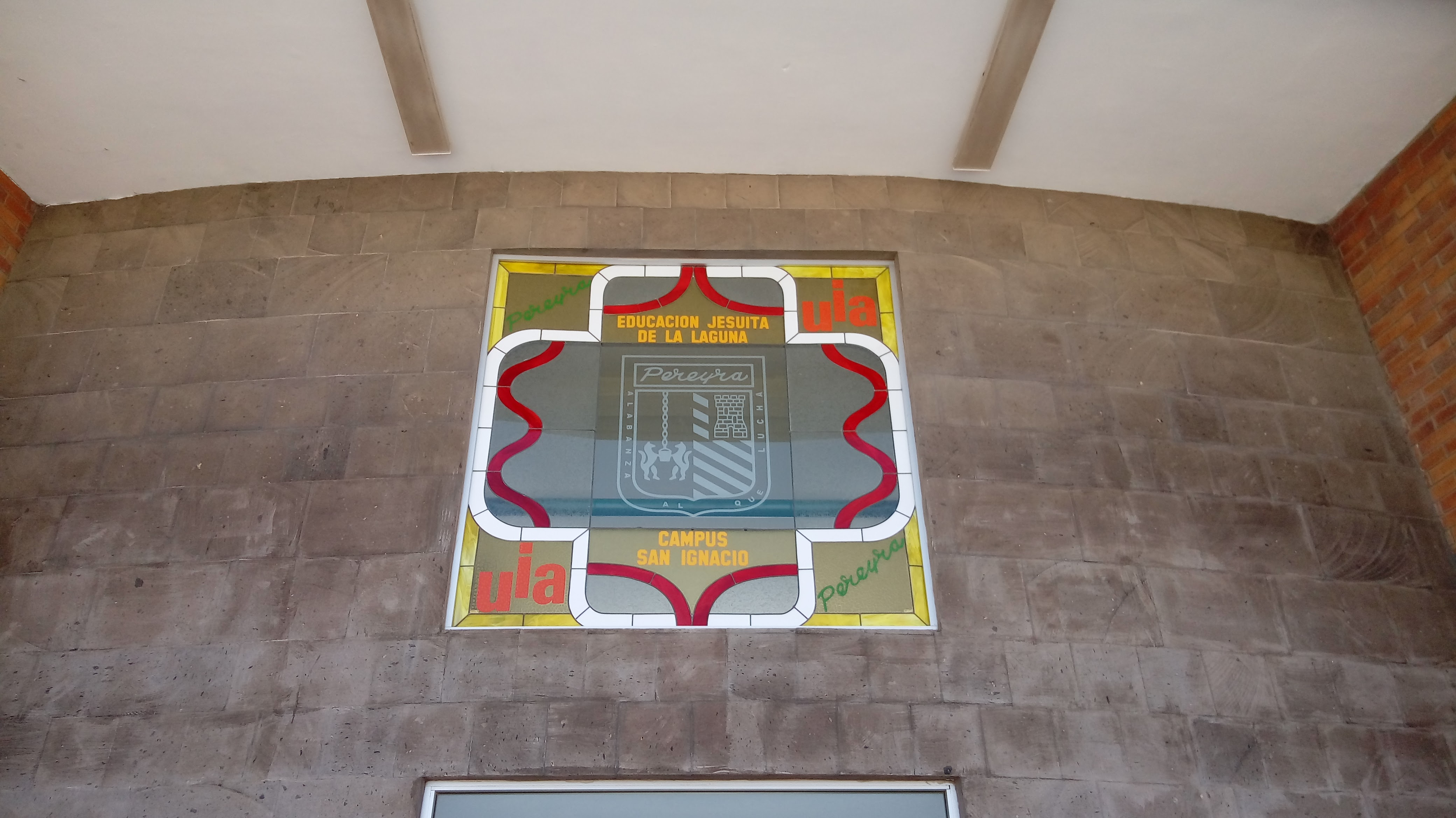
Vitral en el edificio de Rectoría

Para finales del siglo veinte la Pereyra contaba ya con dos sedes diferentes: una para preescolar y primaria en la colonia Navarro (conocida como la Pereyra Chica), y otra para secundaria y preparatoria en la colonia Torreón Jardín (conocida como la Pereyra Grande). Desde finales de los años ochenta se hablaba de la idea de la construcción de un nuevo campus, pues era evidente que se necesitaba una sede unificada para toda la escuela. Este proyecto que fue anunciado oficialmente en 1999 por el P. Víctor Verdín S.J. En septiembre de 2003, después de varios años de esfuerzos para conseguir los terrenos, se inició de la construcción del nuevo campus. Para conseguir los recursos de la nueva sede se vendieron los terrenos de las antiguas Pereyras. El arquitecto Mario Talamás se encargó del diseño de la escuela y la supervisión de la obra estuvo a cargo del arquitecto Gerardo Ayup. Los edificios de preescolar y primaria fueron inaugurados en 2004. Finalmente, en septiembre de 2005, todos los niveles educativos, desde preescolar hasta preparatoria, se juntan por primera vez en el Campus San Ignacio.

### Historia reciente
A finales del 2003, la Dirección General de Bachillerato abrió la posibilidad de que preparatorias particulares elaboraran planes de estudio propios. Esto, aunado a eventos como la huelga estudiantil de la UNAM de 1999, motivó a las autoridades de la Pereyra a desincorporarse de la UNAM y reemplazar el plan de estudios del sistema CCH con uno propio. Este esfuerzo se vio consumado en el 2006 cuando la Pereyra, junto con otros tres colegios jesuitas de México (el Instituto Lux, el Instituto Ciencias y la Prepa Ibero Tijuana), obtuvieron su Registro de Validez Oficial de Estudios de la SEP.
En 2008 la Pereyra cambió a horario matutino las clases de bachillerato, las cuales hasta entonces se habían impartido en horario vespertino. Esto cambió considerable tanto la dinámica como las instalaciones del colegio. Al edificio de secundaria-bachillerato, se le tuvieron que agregar más salones, para acomodar a los alumnos de secundaria y bachillerato, que ahora iban a compartir el espacio en un mismo horario, además se construyó una nueva cafetería.
En 2014, después de más de 60 años de rectores jesuitas, el Mtro. Armando Mercado Hernández se convirtió en el cuarto rector laico de la escuela. El último rector laico antes de este nombramiento era el Lic. Jorge Sánchez Cigala, que sirvió de 1949 a 1952.
En 2020 fue nombrado rector el P. Ricardo Cámara Lugo S.J.

## Campus

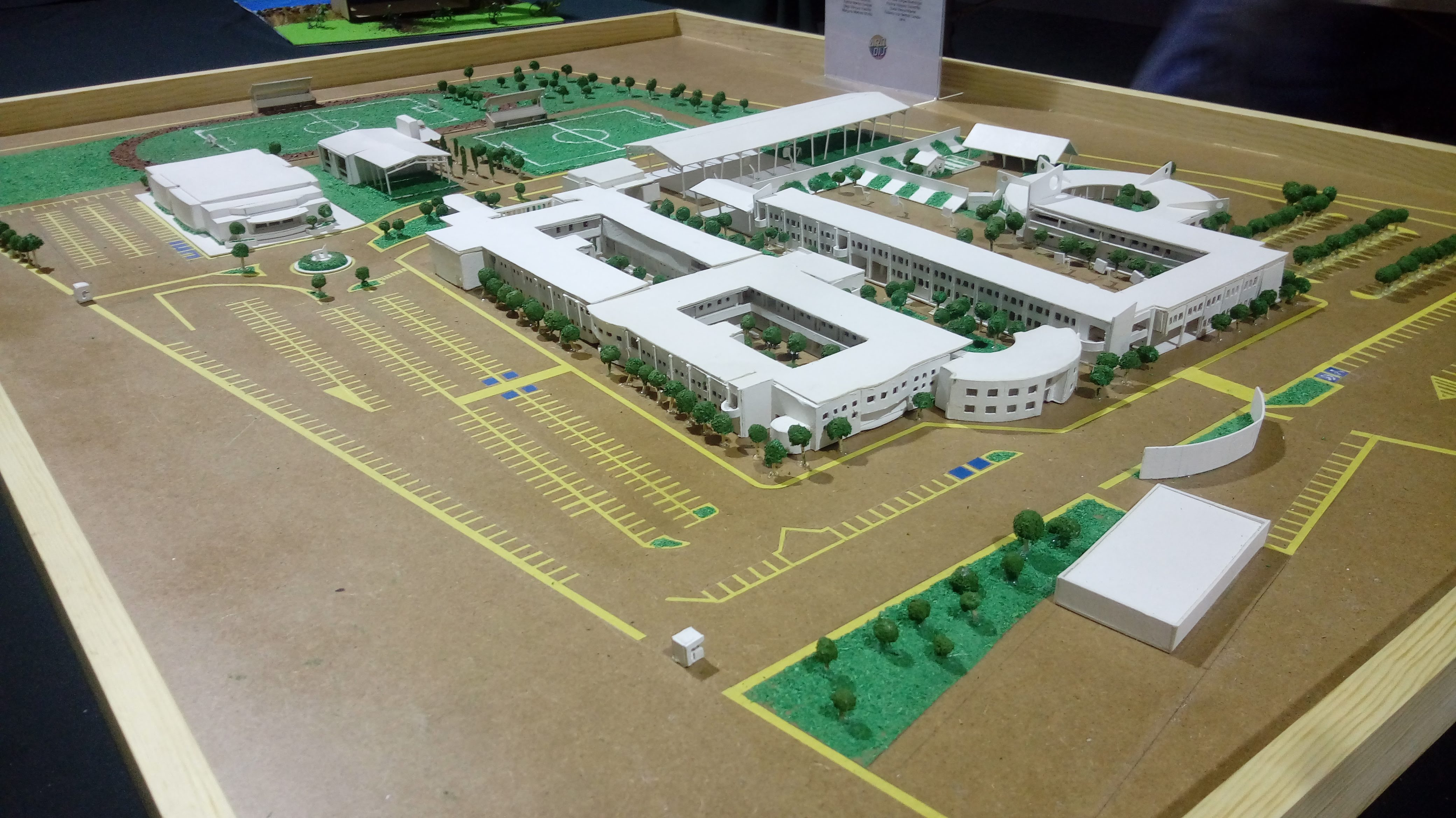
Maqueta de la Pereyra

La Pereyra cuenta con un campus de 15 hectáreas ubicado en la Calzada San Ignacio de Loyola 250, cerca de la Universidad Iberoamericana, al norte de la ciudad de Torreón. El diseño de los edificios de preescolar y primaria está basado en el diseño de los edificios del Instituto Lux, el colegio jesuita de León.
Cuenta con capilla, gimnasio-auditorio (Gimnasio-Auditorio Loyola), gimnasio, una biblioteca general (Biblioteca San Luis Gonzaga), una biblioteca infantil, cafetería, laboratorio de física, laboratorios de química-biología, laboratorios de cómputo, canchas de fútbol, fútbol rápido techadas, básquetbol, voleibol y pista de atletismo.

### Casa de Oración San Francisco Xavier
La casa de oración se encuentra frente a la escuela, cruzando la Calzada San Ignacio. Se usa para los "encuentros con Cristo" que realizan una vez al año alumnos de todos los niveles, para los retiros de los alumnos de bachillerato y para la escuela para padres. La casa de oración cuenta con una capilla, un salón general, salones secundarios, habitaciones y comedor.

## Símbolos

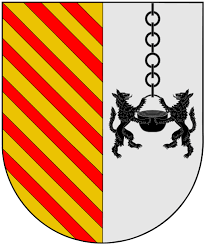
Escudo de armas de la Casa de Oñaz y Loyola

Los símbolos de la escuela son el Escudo, el Himno y el Lema. Tanto el Escudo como el Lema fueron adoptados en 1954.

### Escudo
El escudo de la Escuela Carlos Pereyra está basado en el escudo de armas de la Casa de Oñaz y Loyola, con un torreón en la parte superior derecha para simbolizar la ciudad en la que se encuentra, además de añadir el lema de la escuela "Alabanza al que lucha" alrededor del escudo y el nombre "Pereyra" en la parte superior.

### Himno
El himno de la Pereyra Archivado el 23 de noviembre de 2019 en Wayback Machine. es una versión modificada del himno del extinto Instituto Patria, un colegio jesuita que existió en la Ciudad de México de 1942 a 1976.

### Lema
El lema original de la escuela era "Austeridad y Trabajo". Fue cambiado en 1954 por "Certanti Laus", haciendo referencia a los orígenes militares de Ignacio de Loyola, fundador de la Compañía de Jesús. Actualmente se usa ese mismo lema pero traducido al español: "Alabanza al que lucha".

## Actividades

### Deportes
La escuela cuenta con equipos de fútbol, básquetbol, voleibol, atletismo y rugby. Compiten en torneos organizados por el CONADEIP, así como en los Juegos Interjesuíticos, evento en el que se reúnen los seis colegios jesuitas de México para competir en diversas disciplinas deportivas.

### Robótica
La Pereyra cuenta con equipos que participan en varias categorías de FIRST Robotics: Lobotics 5312 participa en FRC y diferentes equipos participan en FLL.

## Personas destacadas

### Personal
- Lic. Luis Azpe Pico, profesor[15][16]
- Lic. Rodolfo González Treviño, alcalde de Torreón de 1951 a 1954[10]
- P. Heriberto Navarrete S.J., religioso y militar[10]
- P. Felipe Espinoza Torres S.J., rector de la Universidad Iberoamericana León de 2014 a 2020[17][18]
- Dr. Samuel Silva, médico y filántropo[5][19]

### Egresados
- Eduardo Olmos Castro, político[20]
- Lic. Román Alberto Cepeda, alcalde de Torreón[20][21]
- Lic. Fernando Izaguirre Valdés, político[20]
- Dr. Ernesto Valenciana, empresario[22]
- Lic. Germán Froto Madariaga, abogado[23]
- Lic. Marcelo Torres Cofiño, político[20]
- Lic. José Ignacio Corona Rodríguez, político[20]
- Lic. Roberto Elías Murra Marcos, empresario[24]